# SteamOS
SteamOS – system operacyjny oparty na jądrze Linux. Pierwsza wersja beta, nosząca nazwę kodową Alchemist, została udostępniona 13 grudnia 2013. Rozwojem systemu zajmuje się Valve Corporation. Docelowo przeznaczony jest na urządzenia typu Steam Machine oraz Steam Deck, ale możliwe jest także zainstalowanie go na komputerach osobistych.

## Funkcje
SteamOS jest przeznaczony przede wszystkim do uruchamiania gier komputerowych. Do wersji 3.0 był on oparty na dystrybucji Debian (w wersji stabilnej Wheezy). Aktualnie system opiera się na dystrybucji Arch Linux. SteamOS posiada dwa profile pozwalające pracować w domyślnym trybie Gaming Mode lub w tradycyjnym pulpicie opartym na środowisku KDE.